# Nikon EM
La Nikon EM è la fotocamera SLR per pellicola 35 mm più piccola ed economica prodotta dalla Nikon.
È stata costruita dalla Nippon Kogaku K. K. (oggi Nikon Corporation) in Giappone dal 1979 al 1982. 
Diversamente dalle Nikon che l'hanno preceduta, la EM vede un largo impiego di policarbonato (nonostante la scocca sia in alluminio) e la commercializzazione del solo modello completamente nero.
Disegnata da Giorgetto Giugiaro, la Nikon EM si propose al mercato come macchina "entry level", indirizzata prevalentemente a coloro che trovavano le reflex classiche impegnative e pesanti (si tenne infatti un occhio di riguardo all'utenza femminile) o ai professionisti che avevano necessità di un secondo corpo macchina leggero, poco ingombrante e dal costo contenuto.
Le speranze di vendita della Nikon furono comunque disattese: i già proprietari di SLR Nikon non gradirono l'assenza dell'impostazione manuale dell'esposizione e di altre caratteristiche tecniche presenti nei modelli precedenti e il mercato femminile semplicemente non decollò.